# スケッチ/君の夢を聞きながら、僕は笑えるアイデアを!
『スケッチ/君の夢を聞きながら、僕は笑えるアイデアを!』（スケッチ/きみのゆめをききながら、ぼくはわらえるアイデアを!）は、あいみょんの17thシングル。2025年3月5日にunBORDE / ワーナーミュージック・ジャパンから発売された。

## 概要
表題曲「スケッチ」は、アニメーション映画『ドラえもん のび太の絵世界物語』の主題歌に使用され、「君の夢を聞きながら、僕は笑えるアイデアを!」は同作の挿入歌に使用された。
「通常盤」「ドラえもん盤」の2形態で発売され、「ドラえもん盤」にはドラえもんの首輪と鈴、のび太のメガネ、ひみつ道具「動物変身ビスケット」が描かれる。
あいみょんは大のドラえもんファンであり、ドラえもんの声優を担当する水田わさびとは10年近く友情を育んできた大親友。二人は2025年2月23日（現地時間）にイタリアのローマへ行き、『映画ドラえもん のび太の絵世界物語』のワールドプレミアに参加した。
リリース日の3月5日はあいみょんの30歳の誕生日の前日、映画公開日の3月7日はその翌日。3月6日、あいみょんの30歳の誕生日を記念して、映画スペシャルPV～あいみょん主題歌ver.～が公開。

## 収録曲
| 全作詞・作曲: あいみょん。 |                                                             |            |            |                                      |      |
| #                          | タイトル                                                    | 作詞       | 作曲・編曲 | 編曲                                 | 時間 |
| 1.                         | 「スケッチ」                                                | あいみょん | あいみょん | 立崎優介、田中ユウスケ               | 4:27 |
| 2.                         | 「君の夢を聞きながら、僕は笑えるアイデアを!」               | あいみょん | あいみょん | Book Blanket、立崎優介、田中ユウスケ | 3:10 |
| 3.                         | 「おばけがでるぞ」                                          | あいみょん | あいみょん | 會田茂一                             | 2:54 |
| 4.                         | 「スケッチ」(Instrumental)                                  | あいみょん | あいみょん |                                      | 4:27 |
| 5.                         | 「君の夢を聞きながら、僕は笑えるアイデアを!」(Instrumental) | あいみょん | あいみょん |                                      | 3:10 |
| 6.                         | 「おばけがでるぞ」(Instrumental)                            | あいみょん | あいみょん |                                      | 2:54 |
| 合計時間:                  | 合計時間:                                                   | 合計時間:  | 21:02      |                                      |      |